# بيلي بال
بيلي بال (بالإنجليزية: Billy Ball)‏ (11 أبريل 1876 في المملكة المتحدة - 1929) هو لاعب كرة قدم بريطاني (وحمل سابقاً جنسية المملكة المتحدة لبريطانيا العظمى وأيرلندا) في مركز الظهير. لعب مع بلاكبيرن روفرز ومانشستر يونايتد ونادي إيفرتون ونوتس كاونتي.